# Miguel Ángel Lavié
Miguel Angel Lavié da Cunda nació en Las Piedras, Uruguay el 15 de abril de 1986. Es un futbolista uruguayo que juega como defensa en el Club Heredia Jaguares de la Liga Nacional de Guatemala.

## Clubes
| Club                    | País      | Año             |
| ----------------------- | --------- | --------------- |
| Juventud Las Piedras    | Uruguay   | 2000 - 2003     |
| Peñarol                 | Uruguay   | 2004 - 2006     |
| Bella Vista (cedido)    | Uruguay   | 2006 - 2007     |
| Juventud Las Piedras    | Uruguay   | 2007            |
| Criciúma E.C.           | Brasil    | 2008 - 2008     |
| Avaí Futebol Clube      | Brasil    | 2008 - 2009     |
| FK Javor Ivanjica       | Serbia    | 2009 - 2009     |
| Rio Claro Futebol Clube | Brasil    | 2010 - 2011     |
| Deportivo Suchitepéquez | Guatemala | 2011 - 2013     |
| Heredia Jaguares        | Guatemala | 2014 - Presente |

- Datos: Q10329808